# La Roche-des-Arnauds
Ne pas confondre avec la Roche des Arnauds (1408 m), dans le département voisin de la Drôme.
Pour les articles homonymes, voir La Roche.
La Roche-des-Arnauds [la ʁɔʃ dez‿aʁno] est une commune française située dans le département des Hautes-Alpes en région Provence-Alpes-Côte d'Azur, à proximité de Gap.

## Géographie
| - OpenStreetMap Limite communale |

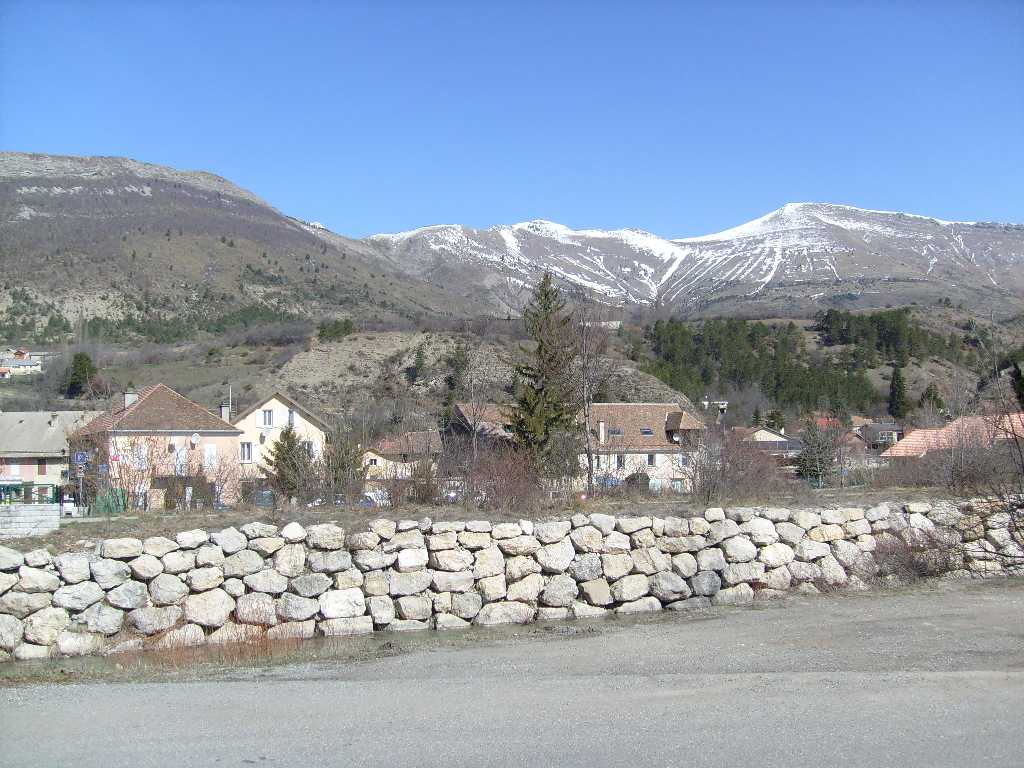
La Roche-des-Arnauds est traversée par le Petit Buëch (au premier plan) ; au fond la Tête de Clappe (2021 m).

La Roche-des-Arnauds est un village situé dans les Hautes-Alpes entre Gap et Veynes.
L'agglomération de la Roche-des-Arnauds est située en bordure nord de la large plaine alluviale qui s'étend vers l'ouest, depuis La Freissinouse, en direction de Montmaur. Cette plaine s'étend vers le sud sur près de 2 km jusqu'à Manteyer, où elle est dominée par les ravines qui mettent à nu les Terres Noires du pied de la montagne de Céüse.
Le village se trouve plus précisément au débouché du cours supérieur du Petit Buëch, qui se détourne là vers l'ouest après s'être échappé en gorges des montagnes de Rabou. On peut se demander pourquoi ce torrent ne poursuit pas plutôt son cours vers le sud-est, à travers le seuil de la Freissinouse, pour rejoindre le sillon de Gap, qui est tout proche puisqu'il n'en est séparé par aucune barrière rocheuse. La cause en est clairement la diffluence glaciaire wurmienne de La Freissinouse à la faveur de laquelle une langue de glace durancienne s'engageait dans la plaine de Manteyer : cette langue a obligé le Buëch à longer le bord nord de cette langue de glace, en direction de l'ouest puisque c'est dans cette direction que s'abaissait la surface de la glace 
À la différence de son versant sud le versant nord de la plaine du Buëch s'élève en pente douce sur un soubassement de Terres Noires que domine la corniche tithonique. Ce talus résulte de l'affouillement des marnes du cœur de ce pli par les langues glaciaires diffluentes, au cours des différentes glaciations (jusqu'au stade 2 du Würm, le stade 3 n'ayant pas dépassé le seuil de la Freissinouse). De part et d'autre de l'entaille du torrent se manifestent cependant quelques dissemblances.
En rive occidentale le garnissage d'alluvions quaternaires laisse voir de larges affleurements du bedrock. On y constate un redoublement de la succession, l'Argovien de la Roche-des-Arnauds s'enfonçant sous les Terres Noires qui affleurent au niveau du replat des Roux. La cartographie montre clairement que ce chevauchement de la Roche-des-Arnauds est ployé en anticlinal au cœur d'un anticlinal de la Clappe d'axe N-S, franchement déversé vers l'ouest que dessine de façon spectaculaire le barre tithonique (plus à l'ouest il est également affecté, de la même façon par le synclinal de Matacharre).

Panorama de La Roche-des-Arnauds.

### Climat
Pour des articles plus généraux, voir Climat de Provence-Alpes-Côte d'Azur et Climat des Hautes-Alpes.
En 2010, le climat de la commune est de type climat des marges montargnardes, selon une étude du Centre national de la recherche scientifique s'appuyant sur une série de données couvrant la période 1971-2000. En 2020, Météo-France publie une typologie des climats de la France métropolitaine dans laquelle la commune est exposée à un climat de montagne ou de marges de montagne et est dans la région climatique Alpes du sud, caractérisée par une pluviométrie annuelle de 850 à 1 000 mm, minimale en été.
Pour la période 1971-2000, la température annuelle moyenne est de 8,8 °C, avec une amplitude thermique annuelle de 17,2 °C. Le cumul annuel moyen de précipitations est de 1 044 mm, avec 7,6 jours de précipitations en janvier et 5,7 jours en juillet. Pour la période 1991-2020, la température moyenne annuelle observée sur la station météorologique de Météo-France la plus proche, « Gap », sur la commune de Gap à 10 km à vol d'oiseau, est de 11,5 °C et le cumul annuel moyen de précipitations est de 863,3 mm. 
La température maximale relevée sur cette station est de 38,2 °C, atteinte le 23 août 2023 ; la température minimale est de −15,3 °C, atteinte le 5 février 2012,,.
Les paramètres climatiques de la commune ont été estimés pour le milieu du siècle (2041-2070) selon différents scénarios d'émission de gaz à effet de serre à partir des nouvelles projections climatiques de référence DRIAS-2020. Ils sont consultables sur un site dédié publié par Météo-France en novembre 2022.

## Urbanisme

### Typologie
Au 1er janvier 2024, La Roche-des-Arnauds est catégorisée commune rurale à habitat dispersé, selon la nouvelle grille communale de densité à 7 niveaux définie par l'Insee en 2022.
Elle est située hors unité urbaine. Par ailleurs la commune fait partie de l'aire d'attraction de Gap, dont elle est une commune de la couronne,. Cette aire, qui regroupe 73 communes, est catégorisée dans les aires de 50 000 à moins de 200 000 habitants,.

### Occupation des sols
L'occupation des sols de la commune, telle qu'elle ressort de la base de données européenne d’occupation biophysique des sols Corine Land Cover (CLC), est marquée par l'importance des forêts et milieux semi-naturels (68,3 % en 2018), en diminution par rapport à 1990 (72,2 %). La répartition détaillée en 2018 est la suivante : 
forêts (33,5 %), milieux à végétation arbustive et/ou herbacée (17,9 %), espaces ouverts, sans ou avec peu de végétation (16,9 %), terres arables (12,5 %), zones agricoles hétérogènes (10,9 %), prairies (4,8 %), zones urbanisées (2,2 %), cultures permanentes (1,3 %).
L'évolution de l’occupation des sols de la commune et de ses infrastructures peut être observée sur les différentes représentations cartographiques du territoire : la carte de Cassini (XVIIIe siècle), la carte d'état-major (1820-1866) et les cartes ou photos aériennes de l'IGN pour la période actuelle (1950 à aujourd'hui).

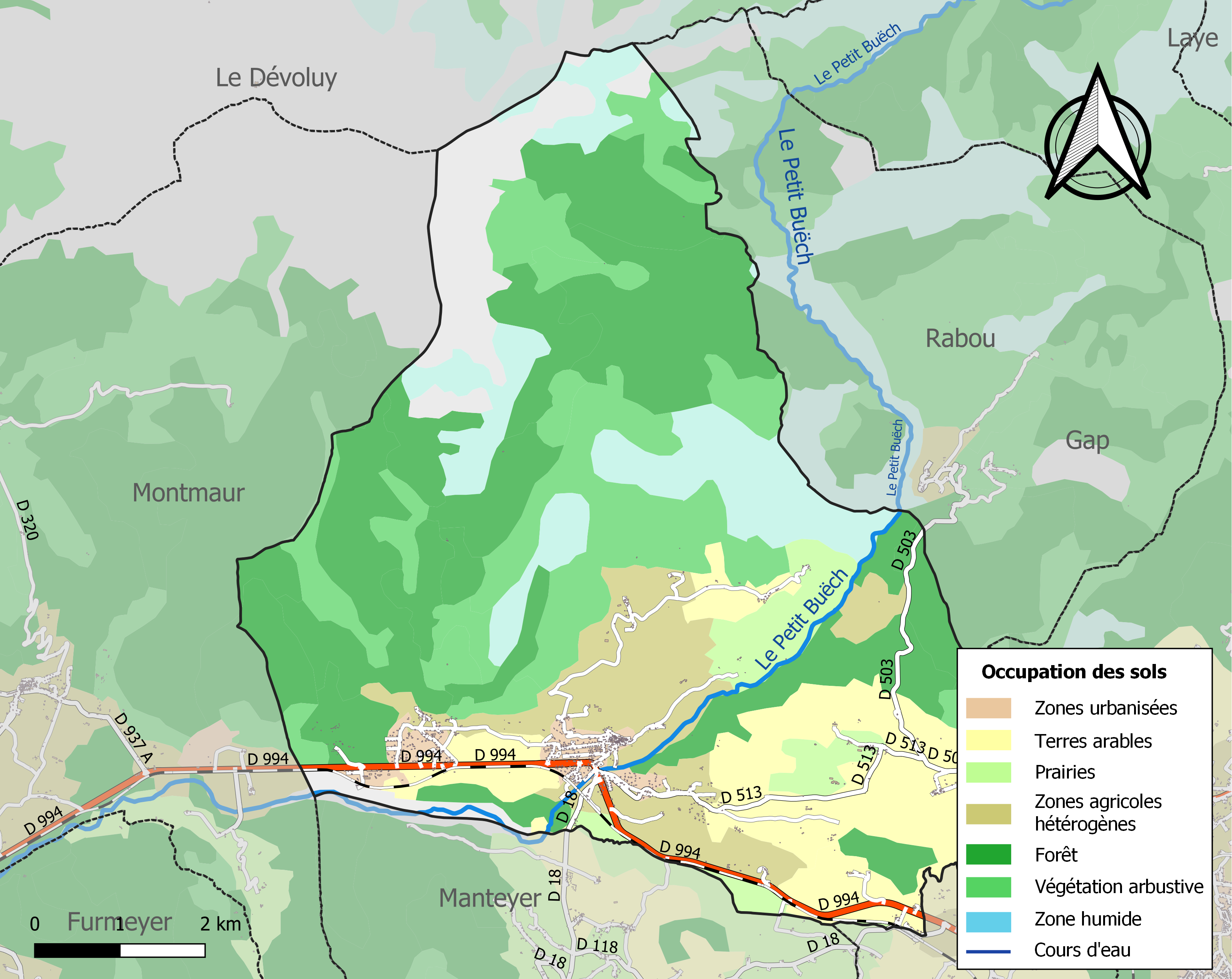
Carte de l'occupation des sols de la commune en 2018 (CLC).

## Toponymie
Le nom de la localité est attesté sous la forme latine Rupes en 1134, Rupes Arnaudorum en 1180.
Rupes, mot latin, qui désigne une paroi naturelle et rocheuse ; ce que l'on retrouve bien à La Roche-des-Arnauds.
Rupes (Roche), connue sous le toponyme Rupes Arnaudorum (Roche-des-Arnauds) rappelle ainsi l'appartenance de ce territoire à la famille « de Flotte » ; famille dont le prénom Arnaud était porté de père en fils.
La Ròcha dels Arnauds en occitan vivaro-alpin.

## Histoire

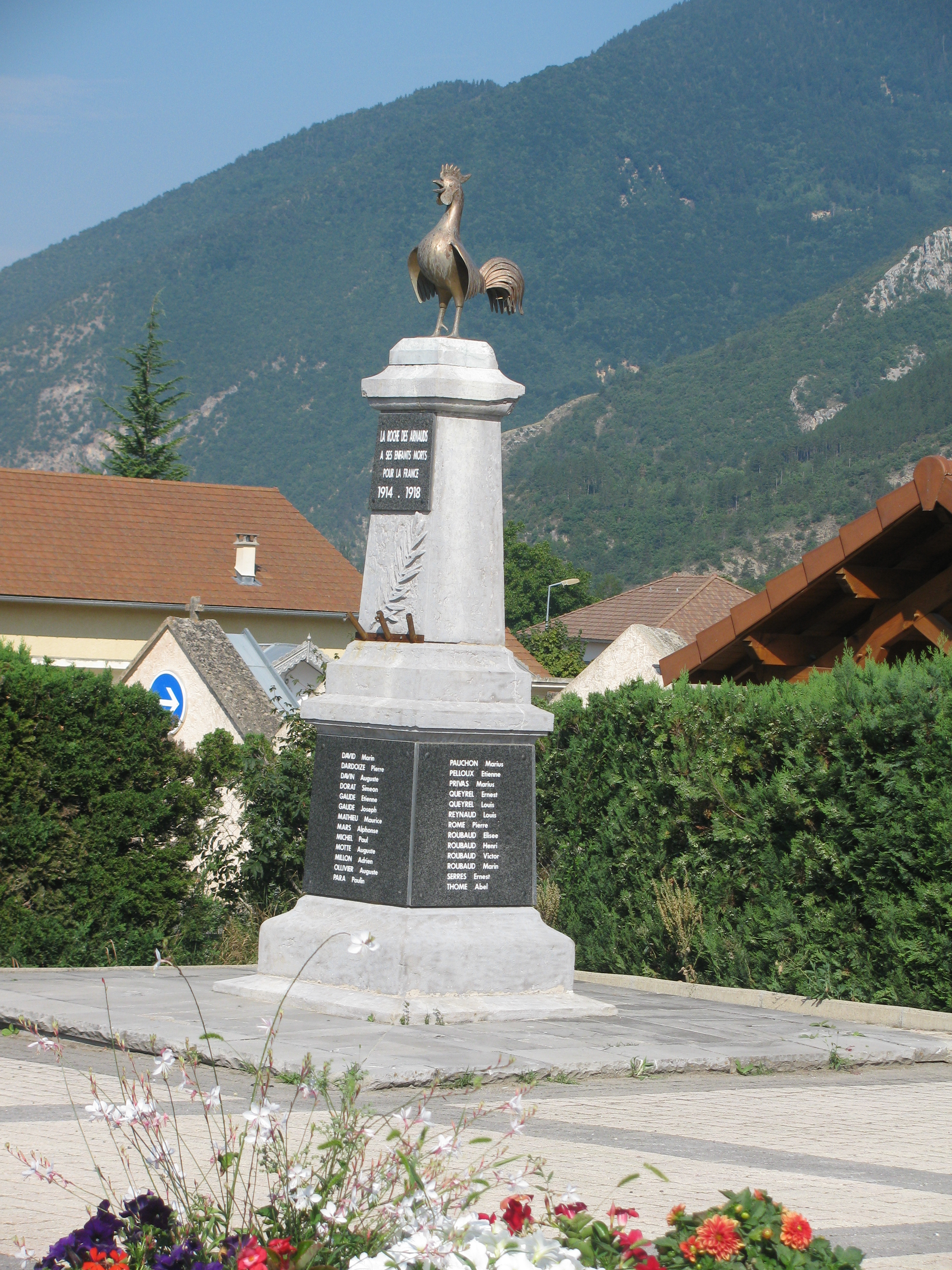
Monument aux morts.

Au XIe siècle, les comtes de Valentinois possédaient le domaine de la Roche, qui était bien trop loin de leurs terres. Lorsqu'ils voulurent chasser les envahisseurs de leurs terres, ils appelèrent à l'aide certaines familles dont les de Flotte qui s'installèrent à la Roche vers 1020.
Le premier de Flotte connu à La Roche est Arnaud Ier, il fut suivi — entre autres — par 8 de Flotte prénommés Arnaud. C'est pourquoi la Roche est devenue : « la Roche des Arnauds ».
Par ailleurs, comme un héritage, le blason de la Roche des Arnauds est identique à celui de la famille de Flotte.
Le village est réputé pour accueillir chaque année l'association « Les Arnaud de France » lors du 10 février (Saint Arnaud), tous ses membres (des hommes portant le prénom Arnaud) sont invités pour se recueillir, partager un apéro, discuter…

## Politique et administration

### Liste des maires
| Période                                  | Période   | Identité          | Étiquette | Qualité                                   |
| ---------------------------------------- | --------- | ----------------- | --------- | ----------------------------------------- |
| Les données manquantes sont à compléter. |           |                   |           |                                           |
| mars 2001                                | mars 2008 | Claude Amouriq    |           |                                           |
| mars 2008                                | En cours  | Maurice Chautant, |           | Ingénieur ou cadre technique d'entreprise |

## Démographie
L'évolution du nombre d'habitants est connue à travers les recensements de la population effectués dans la commune depuis 1793. Pour les communes de moins de 10 000 habitants, une enquête de recensement portant sur toute la population est réalisée tous les cinq ans, les populations de référence des années intermédiaires étant quant à elles estimées par interpolation ou extrapolation. Pour la commune, le premier recensement exhaustif entrant dans le cadre du nouveau dispositif a été réalisé en 2006.

En 2022, la commune comptait 1 675 habitants, en évolution de +10,63 % par rapport à 2016 (Hautes-Alpes : +0,4 %, France hors Mayotte : +2,11 %).
| 1793 | 1800 | 1806 | 1821 | 1831  | 1836  | 1841  | 1846  | 1851  |
| ---- | ---- | ---- | ---- | ----- | ----- | ----- | ----- | ----- |
| 922  | 904  | 923  | 901  | 1 008 | 1 019 | 1 016 | 1 007 | 1 011 |

| 1856 | 1861 | 1866 | 1872 | 1876 | 1881 | 1886 | 1891 | 1896 |
| ---- | ---- | ---- | ---- | ---- | ---- | ---- | ---- | ---- |
| 982  | 960  | 950  | 932  | 895  | 942  | 988  | 992  | 940  |

| 1901 | 1906 | 1911 | 1921 | 1926 | 1931 | 1936 | 1946 | 1954 |
| ---- | ---- | ---- | ---- | ---- | ---- | ---- | ---- | ---- |
| 903  | 895  | 783  | 648  | 654  | 680  | 727  | 702  | 654  |

| 1962 | 1968 | 1975 | 1982 | 1990 | 1999 | 2006  | 2011  | 2016  |
| ---- | ---- | ---- | ---- | ---- | ---- | ----- | ----- | ----- |
| 670  | 607  | 711  | 794  | 845  | 953  | 1 222 | 1 423 | 1 514 |

| 2021  | 2022  | - | - | - | - | - | - | - |
| ----- | ----- | - | - | - | - | - | - | - |
| 1 626 | 1 675 | - | - | - | - | - | - | - |

## Lieux et monuments
- L'église Saint-Pierre : l'église paroissiale de la Roche-des-Arnauds est sous le vocable de Saint-Pierre. Elle a été remaniée à plusieurs reprises. Dans le mur du clocher est encastré un buste de saint Pierre de face.

Le clos des pénitents blancs, situé en contrebas de l'église Saint-Pierre, est toujours présent (même si aujourd'hui il est habité), et se termine par la magnifique bâtisse appelée le Château.
À propos de l'église, le général Roger Moures, dans son livre Le Comté de la Roche des Arnauds et la haute vallée du petit Buëch, relate que la construction date de 1402 comme en fait foi l'inscription latine en lettres gothiques porté au bas d'une très belle pierre sculptée surmontant la porte latérale : « l'an du seigneur 1402 et 2 du moi de juin, fut commencée l'église de Saint-Pierre apôtre par maître Jean Bavonie. Priez le seigneur ». Le buste de saint Pierre datant de la même époque.

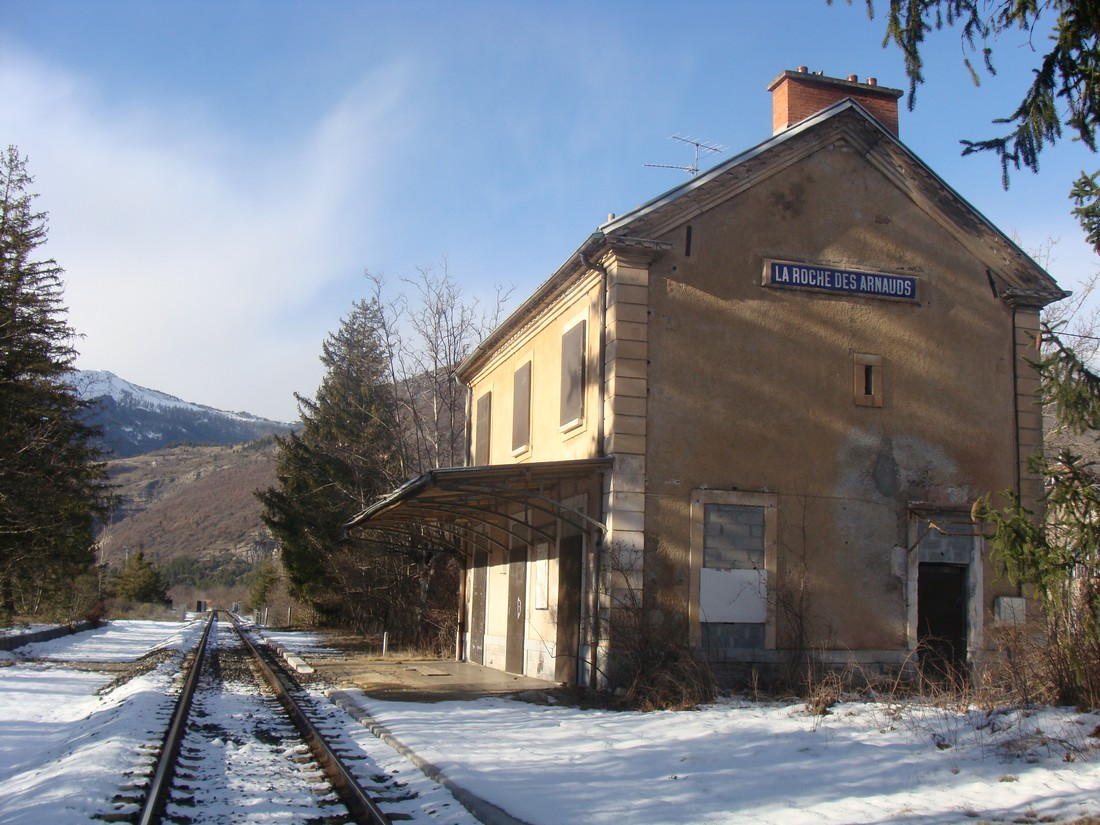
La gare.

Concernant les pénitents blancs, le général Moures l'aborde dans son livre (p. 52) en quelques lignes : il s'agissait d'une confrérie qui participait activement à toutes les cérémonies religieuses organisées sur le territoire de la commune. Cependant, il n'a pas été possible d'après lui de déterminer l'emplacement exact de cette chapelle.
- La gare de La Roche-des-Arnauds, située sur la ligne de Veynes à Briançon, n'est plus en service depuis 1989. Le bâtiment, datant de 1884, a été réhabilité et accueille une salle pour les associations ainsi qu'un logement.
- Chapelle de Sauveterre de La Roche-des-Arnauds.

## Personnalités liées à la commune
- Dominique Chaix (1730-1799), botaniste et prêtre français, curé du hameau des Baux.
- Jean Serres (1762-1834), député des Hautes-Alpes.
- François Valentin (1763-1822), général français de la Révolution et de l’Empire.
- René Serres (1928-2009), homme politique français.

## Héraldique
| Blason de Roche-des-Arnauds (La) | Blason  | Losangé d'argent et de gueules, au chef d'or.    |
| Blason de Roche-des-Arnauds (La) | Détails | Le statut officiel du blason reste à déterminer. |